# Plaucheville
Plaucheville és una població dels Estats Units a l'estat de Louisiana. Segons el cens del 2000 tenia 281 habitants.

## Demografia
Segons el cens del 2000, Plaucheville tenia 281 habitants, 129 habitatges, i 69 famílies. La densitat de població era de 68,7 habitants/km².
Dels 129 habitatges en un 24% hi vivien nens de menys de 18 anys, en un 45% hi vivien parelles casades, en un 7,8% dones solteres, i en un 46,5% no eren unitats familiars. En el 42,6% dels habitatges hi vivien persones soles el 27,1% de les quals corresponia a persones de 65 anys o més que vivien soles. El nombre mitjà de persones vivint en cada habitatge era de 2,16 i el nombre mitjà de persones que vivien en cada família era de 3,04.
Per edats la població es repartia de la següent manera: un 23,8% tenia menys de 18 anys, un 7,5% entre 18 i 24, un 24,6% entre 25 i 44, un 21,7% de 45 a 60 i un 22,4% 65 anys o més.
L'edat mediana era de 41 anys. Per cada 100 dones de 18 o més anys hi havia 81,4 homes.
La renda mediana per habitatge era de 20.833 $ i la renda mediana per família de 35.000 $. Els homes tenien una renda mediana de 27.708 $ mentre que les dones 21.875 $. La renda per capita de la població era de 14.934 $. Entorn del 5,7% de les famílies i el 12,1% de la població estaven per davall del llindar de pobresa.

## Poblacions més properes
El següent diagrama mostra les poblacions més properes.